# Aeroportul Oscoda-Wurtsmith
Aeroportul Oscoda-Wurtsmith (IATA: OSC, ICAO: KOSC, FAA LID: OSC) este un aeroport din Michigan, Statele Unite ale Americii ce deservește zona Oscoda⁠(d). A fost numit după zona deservită.
Situat la o altitudine de 193 m, aeroportul dispune de 1 pistă.

## Infrastructură

### Piste
Aeroportul dispune de o singură pistă. Pista 06/24 are suprafața de asfalt și dimensiunile 11.800 picioare × 200 picioare. 